# Сладкий, Сергей Никитич
Сергей Никитич Сладкий (Ларионов) (1896—1967) — советский актёр театра.

## Карьера
По амплуа являлся характерным актёром комического направления.
Заслуженный артист РСФСР (1952). Заслуженный деятель искусств Дагестанской АССР.
С 1929 по 1963 годы (с небольшим перерывом работы в Тулe) — актёр и режиссёр Калужского драмтеатра, также некоторое время замдиректора рабочего театра Калуги.
Стоял у истоков становления калужского театра в первые годы советской власти.
Сценический псевдоним Сладкий получил в молодости от актрис, которых часто угощал сладостями.
В 2008 году при содействии Ассоциации старейших театров России на доме, где проживал Сергей Никитич, установлена мемориальная доска.

## Роли
- Грознов («Правда хорошо, а счастье лучше»)
- Перчихин («Мещане»)
- Тараканов («Зыковы»)
- Юсов («Доходное место»)
- Телегин («Дядя Ваня»)
- Пикалов («Любовь Яровая»)
- Саватеев («Чужая тень»)
- Мукосеев («Свадьба с приданым»)
- Шут («Король Лир»)